# Asclepièon de Cos
L'Asclepièon de Cos fou un dels més importants santuaris de l'Antiga Grècia construïts en honor a Asclepi.

## Ubicació
El temple és a Cos (en grec antic Κῶς, en grec modern: Κως; en turc: İstanköy; en toscà: Coo), una illa grega del Dodecanés, a la mar Egea, al golf de Cos. Té 40 km per 8 km, i és només a 4 km de la costa de Bodrum (l'antic Halicarnàs) a Turquia. És una illa d'origen volcànic de grans arbredes naturals i amb abundant aigua amb propietats medicinals.
El temple és a 4 km de la capital, cap a l'interior.

## Simbologia
El temple es va erigir en honor a Asclepi, en la mitologia grega (en grec Ασκληπιός) déu de la medicina i l'evolució (Esculapi per als romans), venerat a Grècia en alguns santuaris. Segons Pausànias «aquest santuari es fundà després d'haver rebut els habitants de Cos, en una ambaixada, una serp sagrada d'Epidaure, per la qual cosa sempre van reconéixer la supremacia del santuari d'Epidaure.»Aquesta fundació degué ocórrer a mitjan segle iv abans de la nostra era i es va mantenir funcionant com a centre de salut fins al 554, en què un terratrèmol el va destruir. Fins al segle xx no se'n trobaren les ruïnes.

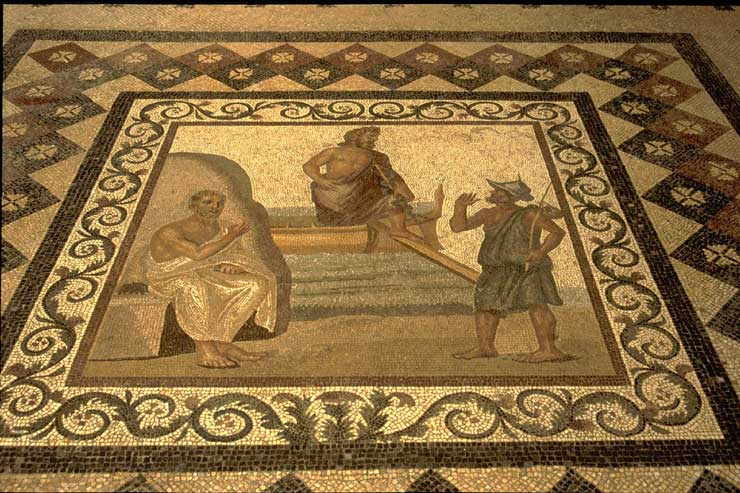
Mosaic de l'Asclepièon de Cos, amb Asclepi al centre, Hipòcrates a l'esquerra i un habitant de Cos a la dreta. Museu Arqueològic de Cos

## Arquitectura i característiques
En la forma definitiva, el santuari tenia tres terrasses sostingudes per murs de carreus i unides per escalinates de marbre.
A la terrassa inferior hi havia el grandiós conjunt de l'hospital, amb pòrtics en tres costats que conduïen a unes cambres rectangulars que devien allotjar els pelegrins que visitaven el santuari per a sotmetre's a cures terapèutiques.
A la terrassa mitjana hi havia l'altar, reestructurat en el segle ii abans de la nostra era, amb una escala al bell mig i una columna de marbre jònica, al qual flanquejaven un templet (el més antic consagrat a Asclepi) i un altre d'època romana, segurament dedicat a Apol·lo.
A la terrassa superior, envoltada en tres dels seus costats per un pòrtic dòric, hi havia el temple de la divinitat, format amb 6 columnes a la façana i 11 als costats llargs, d'ordre dòric, erigit en època hel·lenística. Des d'aquesta terrassa es veia el bosc del voltant del temple.
Ací tenia la seu, com indiquen les inscripcions, l'escola de medicina fundada per Hipòcrates. Per la cronologia del santuari, però, es degué alçar en data posterior a la mort del metge grec. Amb tot, «la història ens conta que Hipòcrates fundà la seua escola de medicina al mateix Cos, on ensenyava i va escriure gran part del seu Corpus hipocràtic a l'ombra d'un gran arbre que hui es diu Platanus orientaliis Hipocratis, que continua sent mostrat en una plaça de Cos.»

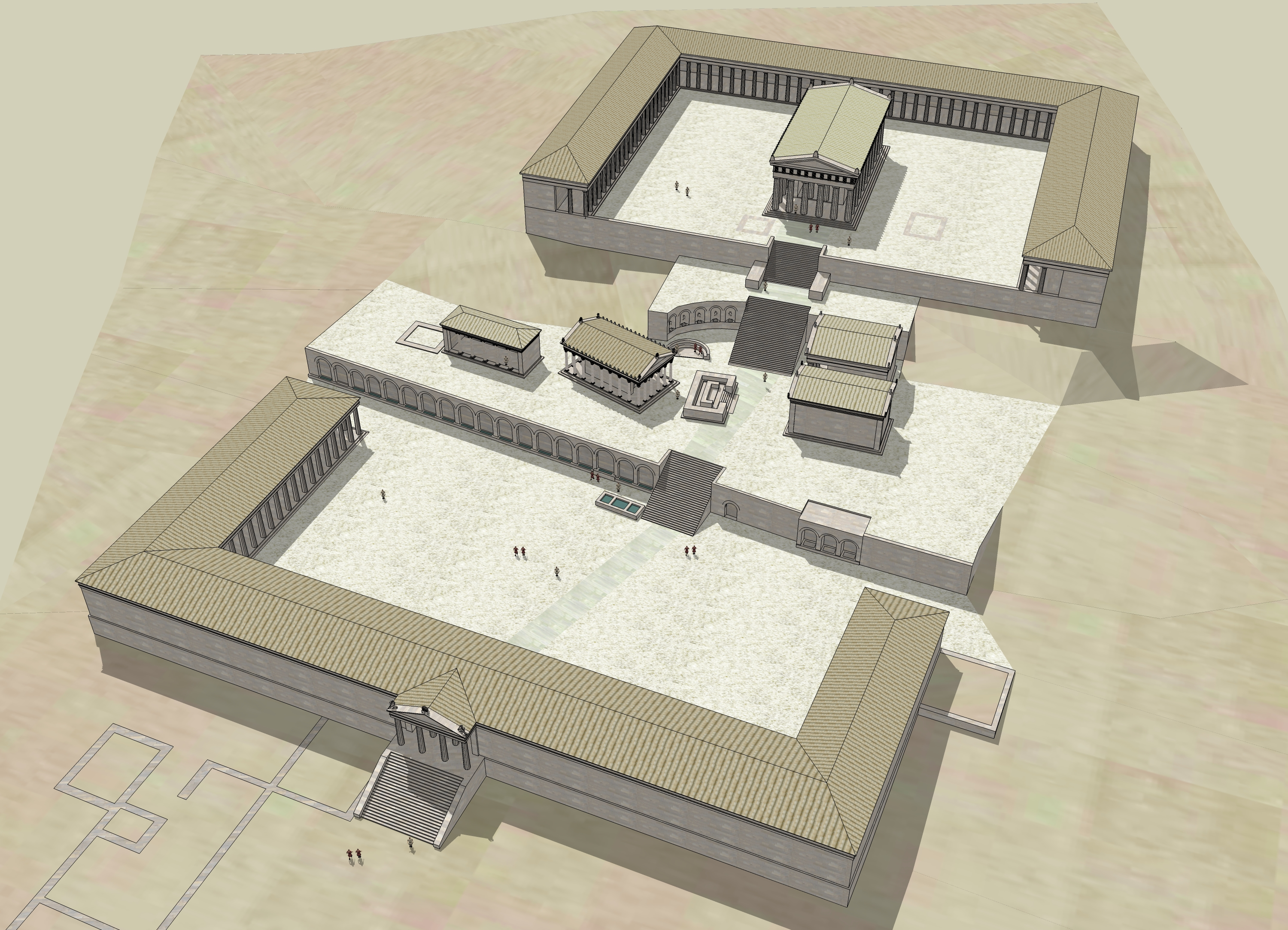
Recreació gràfica de l'Asclepièon de Cos
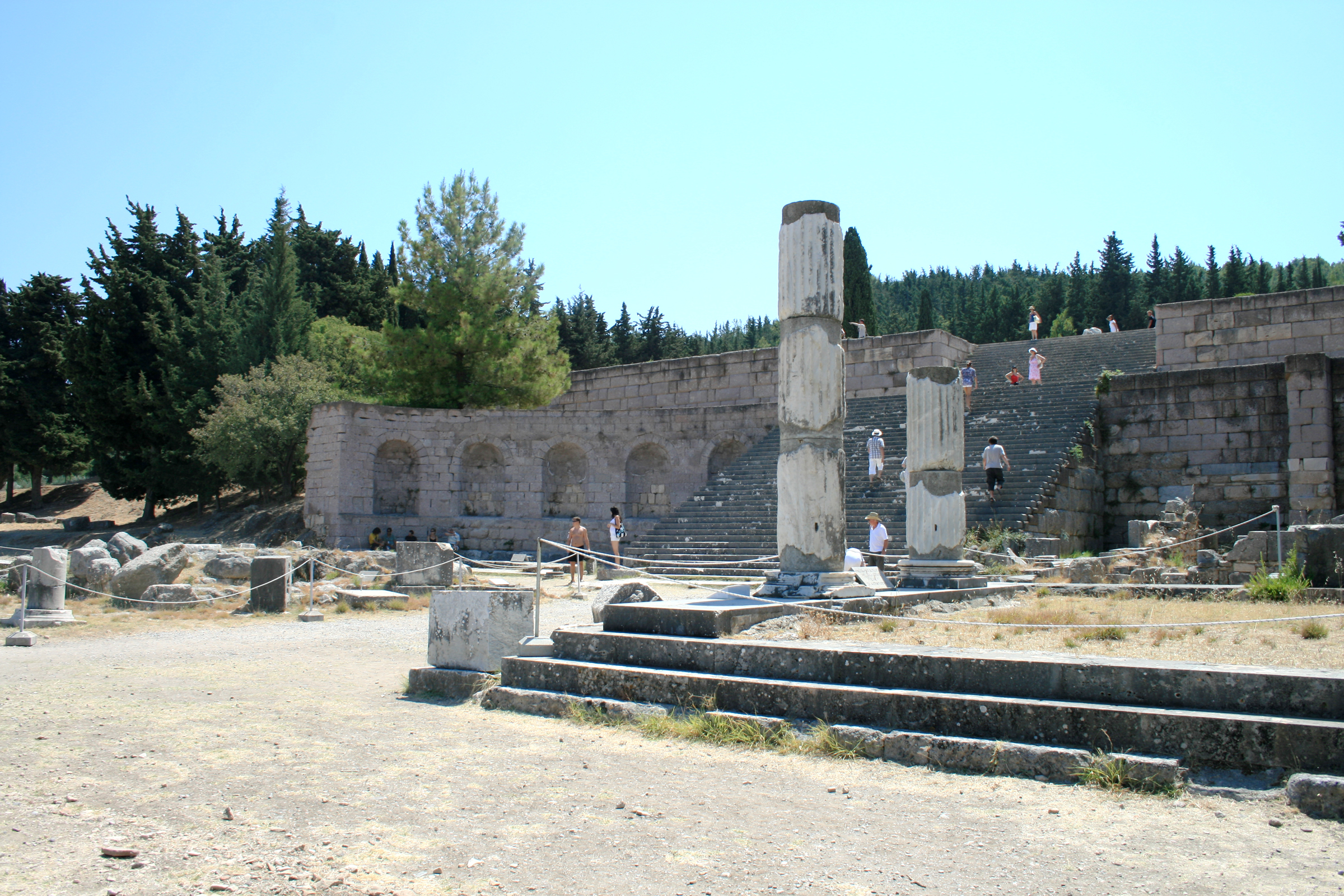
Escola de Medicina d'Hipòcrates. Esquerra: altar d'Asclepi (acordonat). Dreta: Temple d'Asclepi
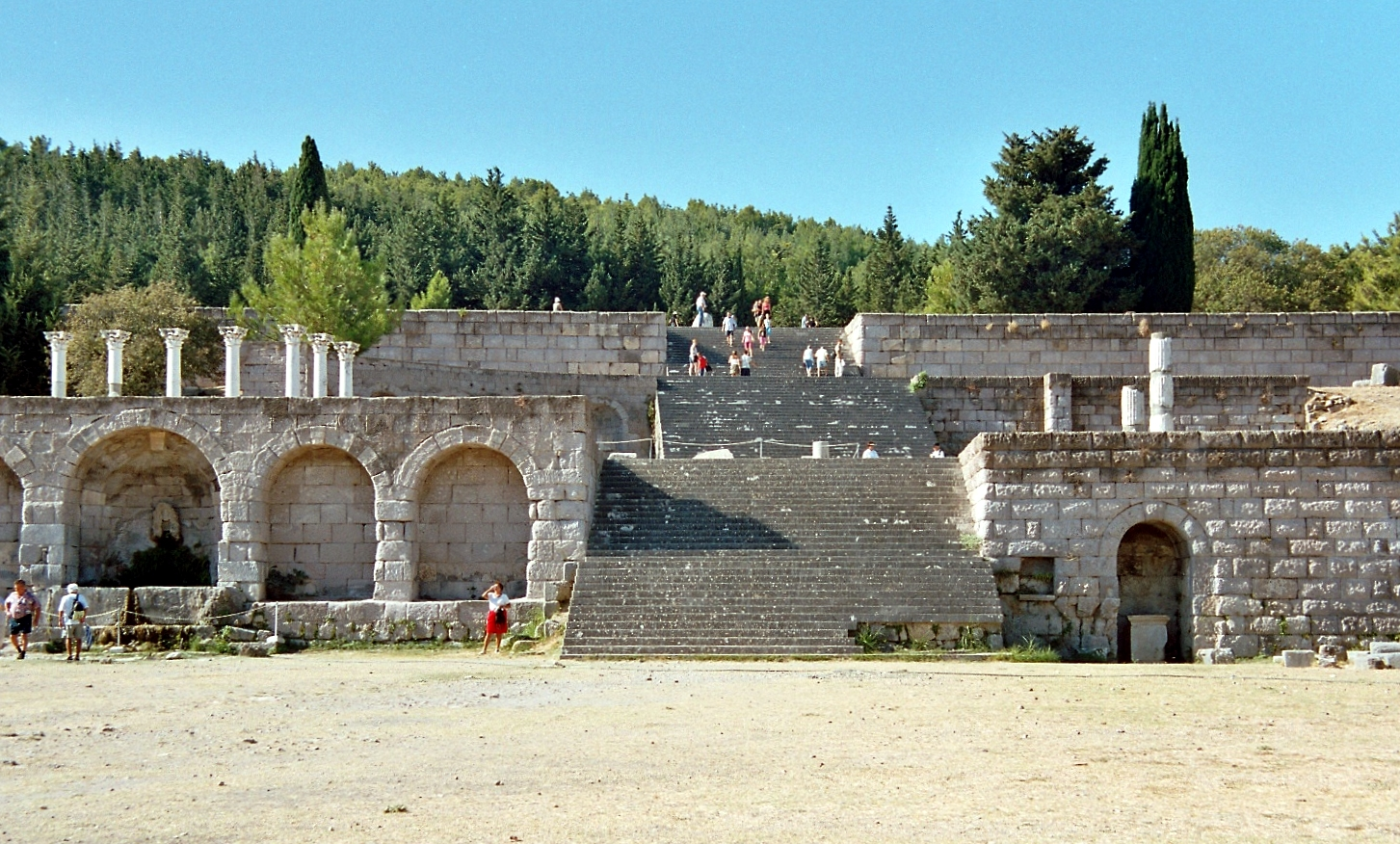
Ruïnes de l'Asclepièon de Cos. L'escalinata en duu a la tercera terrassa

Vara d'Esculapi

## L'escola hipocràtica: la medicina racional
El concepte de salut i malaltia i la diagnosi, la teràpia i l'ètic de la medicina han sofert canvis importants al llarg de la història. No és igual el pensament mèdic d'ara que el de fa tres mil anys, ni tan sols és igual en totes les cultures contemporànies.
Les escoles mèdiques de la Grècia clàssica es dividien en dues tendències bàsiques quant a com tractaven les malalties. D'una banda, l'escola de Cnidos se centrava en la diagnosi, mentre que la de Cos ho feia en la cura del malalt i el pronòstic. En general, la medicina de l'època d'Hipòcrates desconeixia molts aspectes de l'anatomia i la fisiologia humanes, a causa del tabú grec que prohibia la dissecció de cadàvers. Per tant, els ensenyaments de l'escola de Cnidos, que tenien una gran vàlua en el tractament de malalties comunes, no eren capaços de determinar quina era la causa de malalties amb símptomes poc coneguts. L'escola hipocràtica o de Cos va tenir més èxit aplicant diagnòstics generals i tractaments passius i fou capaç de tractar malalties de manera eficaç, i això li va permetre una gran evolució en la pràctica clínica.
La medicina hipocràtica i la seua filosofia s'allunyen prou de la medicina occidental actual, en què el metge cerca un diagnòstic específic i un tractament concret, tal com feia l'escola de Cnidos. Aquest canvi en el pensament mèdic des del temps d'Hipòcrates ha provocat que aquest rebés dures crítiques al llarg dels darrers segles, i la passivitat del tractament hipocràtic ha estat objecte d'algunes denúncies crítiques; per exemple, el metge francés M. S. Houdart s'hi va referir com «una meditació sobre la mort».